# 劍橋天文台

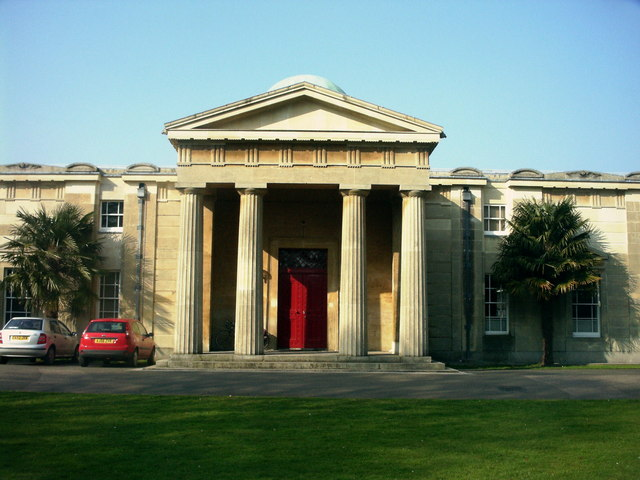
這個陶立克式的門廊是劍橋天文台大樓的正門。

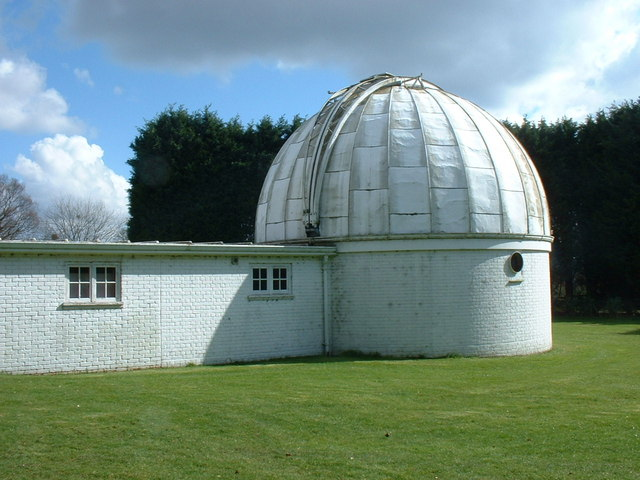
這個圓頂內有一架36英吋的反射望遠鏡。

劍橋天文台是位於英國東部的劍橋大學的天文台。他創建於1823年，而現在是天文研究所 場所的一部分。古老的天文台建築是天文研究所的圖書館，蒐集了迷人的現代與歷史性的天文學書籍。
在劍橋西部馬丁利海路的場所有一套光學望遠鏡。以現代的標準，它們都太小且受到光汙染。然而，36吋的望遠鏡仍繼續用於恆星徑向速度的研究，並且有歷史的諾森伯蘭和索羅古特望遠鏡仍用於機關公眾推廣活動的一部分。更重要的是，於1957年在西南方數公里建立了馬拉德電波天文學天文台。
從1990年至1998年，格林尼治皇家天文台就以天文台北邊的劍橋格林尼治屋為基地。

## 外部鍊結
- Institute of Astronomy website（页面存档备份，存于）
- Institute of Astronomy Library website（页面存档备份，存于）

52°12′49″N 0°05′40″E / 52.2135°N 0.0944°E